# 穿刺

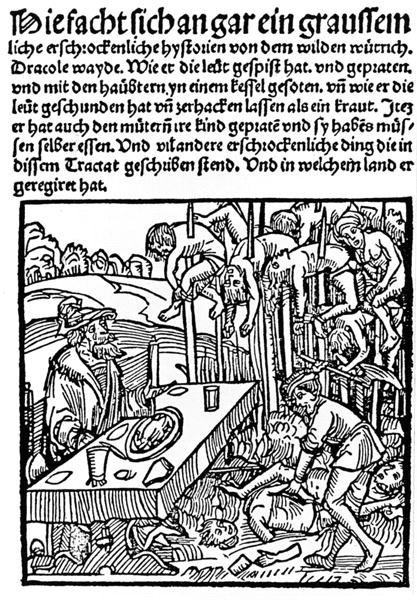
穿刺之刑

穿刺是古代的一種酷刑，即將犯人的身體用一根木棒刺穿。
穿刺之刑往往使用一根很長的木棒，插入人體的特定部位，如直腸、陰道、口腔等。如此的方法會導致受刑者在痛苦中死亡，有時候會長達數天。施刑的木棒往往會插在地上，任由受刑者在痛苦中死去。
有時候，施刑人在穿刺之時避免插中受刑者的重要臟器以避免其立即死亡，像一個插頭一樣避免其大量出血。將受刑者置於大庭廣眾之下後（有時候也包括在眾目睽睽之下對受刑者進行拷打和強姦），在生殖器和直腸之間的會陰處開一個口子。然後將一根粗木棒插入其間。插入人體的那頭很鈍，能夠推開體內的重要臟器，大大延長受刑者的生存時間。
施刑用的木棒往往會從胸骨處穿出，因此將木棒的頂端抵在受刑者的下顎處，以防止受刑者身體的下滑。

## 歷史

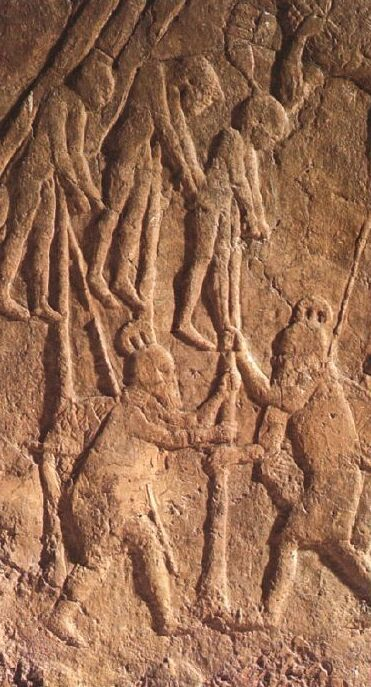
新亞述帝國的穿刺之刑浮雕

穿刺之刑在古埃及以及亞述帝國、波斯帝國等西亞文明皆有使用，現代發現的新亞述帝國時期浮雕上有對猶太人施以穿刺之刑的描繪。古希臘歷史學家希羅多德在其著作《歷史》中（3.159），曾提到大流士一世在平定巴比倫城的叛亂時，曾將3000名巴比倫人施以穿刺之刑。這次行刑的事件在貝希斯敦銘文上也有記載。古羅馬的十字架刑罰也來源於穿刺之刑。迦太基人則對在戰場上懷有二心者或戰敗者施以此刑，往往還附加施行了其他刑罰。
穿刺之刑在中世紀的歐洲和亞洲大量盛行。著名的弗拉德三世（也就是吸血鬼德古拉伯爵的原型）就是酷愛使用穿刺之刑的人物，因此取得了「穿刺公」的綽號。在14世紀至18世紀期間，穿刺之刑是波蘭立陶宛聯邦對犯有重大內亂罪的人物處決的傳統刑罰。
南非祖魯人將穿刺之刑稱作「Ukujoja」，受刑者為執行任務失敗者、使用巫術者和戰場上的懦夫。
日本江戶時代也有將被斬首的犯人首級插在獄門上示眾的刑罰，稱為獄門刑。

## 腳註
1. ↑  M S M Saifullah, Elias Karim & Abdullah David. . Islamic Awareness.   [2018-12-05]. （原始内容存档于2021-01-26）.
2. ↑  .   [2010-09-23]. （原始内容存档于2008-01-25）.